# Samu von Borbely
Samu von Borbely (* 23. April 1907 in Thorenburg; † 14. August 1984 in Budapest) war ein ungarisch-deutscher Ingenieur und Mathematiker sowie Professor für angewandte Mathematik. Bekannt wurde er als Ingenieurmathematiker auf den Gebieten Strömungstheorie, Strömungstechnik und Ballistik.

## Leben und Wirken
Samuel Borbely (Georg Samu(el) von Borbély) wurde als Ungar in Thorenburg (Turda) in Siebenbürgen geboren, das zu Rumänien gehörte. Er besuchte Gymnasien in Thorenburg und Klausenburg (Cluj), musste aber seine Abiturprüfung 1926 in Kecskemét (Ungarn) ablegen, weil er als ungarischer Staatsbürger in Rumänien nicht zum Abitur zugelassen wurde. Sein Studium der Mathematik und des Maschinenbaus führte ihn an die Technische Hochschule Berlin-Charlottenburg, die er 1933 als Diplom-Ingenieur (Dipl.-Ing.) absolvierte.
Als Berufseinstieg war er von 1929 bis 1934 als Honorarassistent an der Technischen Hochschule Berlin bei dem angewandten Mathematiker Rudolf Rothe tätig, der ihn in seiner praxisorientierten wissenschaftlichen Denkhaltung lebenslang prägte.
Danach war er als wissenschaftlicher Mitarbeiter am Flugtechnischen Institut der Technischen Hochschule Berlin bis 1941 angestellt. Hier erarbeitete er eine strömungstechnische Dissertation und promovierte 1938 zum Doktor-Ingenieur (Dr.-Ing.). Weiterhin war er als Dozent in der postgradualen Ingenieur-Ausbildung von 1930 bis 1941 tätig und sammelte hierbei umfangreiche Lehrerfahrungen. 
1941 wechselte er an die Franz-Josef-Universität in Klausenburg als wissenschaftlicher Assistent. Hier habilitierte er sich 1943 und wirkte danach als Professor, bis er im Mai 1944 durch die deutsche Besatzungsmacht inhaftiert wurde. Er war in Berlin und in Sopronköhida gefangen, aber im Dezember 1944 gelang ihm die Flucht; das Kriegsende erlebte er in Budapest. 1945 übernahm er die Leitung des Mathematischen Instituts der Bolyai-Universität Klausenburg, er war dort von 1948 bis 1949 als Dekan tätig, bis er fristlos entlassen wurde wegen seiner ungarischen Staatsbürgerschaft.
Borbely wurde 1946 als korrespondierendes Mitglied der Ungarischen Akademie der Wissenschaften gewählt. Daher war es naheliegend, dass er 1949 wieder nach Ungarn umsiedelte. Er übernahm  die Leitung des Mathematischen Instituts der Technischen Universität in Miskolc bis 1955, und anschließend leitete er bis 1978 das Mathematische Institut an der Maschinenbau-Fakultät der Technischen Universität Budapest. Dazwischen war er als Gastprofessor tätig: In den Jahren von 1960 bis 1964 hatte er eine Gastprofessur an der Technischen Hochschule Otto von Guericke Magdeburg inne und war in dieser Zeit zugleich Direktor des Mathematischen Instituts in der Nachfolge von Felix Wittig. Hier war er besonders um die Anwendungsorientierung des Instituts sowie um die Nachwuchsförderung bemüht. An der Technischen Universität Berlin-Charlottenburg, an der er ursprünglich studiert und promoviert hatte, war er im Studienjahr 1968/69 ebenfalls als Gastprofessor für angewandte Mathematik tätig. 
Für seine wissenschaftlichen Verdienste hat ihm die Technische Universität Miskolc 1978 die Ehrendoktorwürde (Dr. h. c.) verliehen. Die Ungarische Akademie der Wissenschaften hat ihn 1979 als ordentliches Mitglied gewählt.

## Publikationen (Auswahl)
Borbély hat nahezu 50 Publikationen, Forschungsberichte und Artikel über praktische Mathematik sowie Beiträge in Lehrbüchern vorgelegt. Seine hauptsächlichen Arbeitsgebiete waren Strömungstheorie, Strömungstechnik und Ballistik.
- Über einen Grenzfall der instationären räumlichen Tragflügelströmung. VDI-Verlag, Berlin 1938.
- Über zwei Grundaufgaben der graphischen Analysis. In: Mitteilungen des Siebenbürgischen Museums, Mathematische Klasse, 1945, S. 1–18 (in ungarischer Sprache).
- Zur punktballistischen Bestimmung von Bombenbahnen. In: Mitteilungen der VI. Klasse der Ungarischen Akademie der Wissenschaften, Bd. 60, 1955, S. 151–160 (in ungarischer Sprache).